# Aghabala Ramazanov
Aghabala Ramazanov, né le 20 janvier 1993, est un ancien footballeur professionnel azerbaïdjanais. Il est le frère de Zaur Ramazanov.

## Carrière
Ağabala Ramazanov a commencé le football avec l'équipe U-19 du Neftchi.
Ramazanov a commencé sa carrière senior en 2011 avec le Neftchi. En 2012, il a été transféré au Khazar Lankaran.
En juin 2015, Ramazanov a quitté le Khazar Lankaran pour rejoindre le Sumgayit. Il a joué pour l'Inter Bakou en 2016 avant d'être transféré au Qarabağ en janvier 2017.
Le 24 mai 2018, Qarabağ a annoncé que Ramazanov avait été libéré par le club après l'expiration de son contrat. Le 26 mai 2018, le Sabail a annoncé la signature de Ramazanov.
Le 4 juin 2021, Ramazanov a signé un contrat de 1,5 an avec le Zira. Ramazanov a quitté Zira à la fin du mois de mai 2022.
Ramazanov a joué pour le Sabail jusqu'à la fin de sa carrière en juin 2024. Le 4 septembre 2024, le Zira a annoncé que Ramazanov travaillerait en tant qu'entraîneur au sein du club. Le 6 mars 2025, le club a annoncé avoir signé un contrat avec Ramazanov et qu'il rejoindrait le staff technique de l'équipe première.

## Vie personnelle
Ağabala est le frère cadet de l'ancien footballeur international azerbaïdjanais Zaur Ramazanov.